# Juan Antonio Sáenz Guerrero
Juan Antonio Sáenz Guerrero (Logronyo, 25 de setembre de 1926 - Barcelona el 12 de juliol de 2000) fou un periodista i fotògraf català.

## Biografia
Va néixer a Logronyo el 25 de setembre de 1926 però arribà a Barcelona l'any 1931, quan el seu pare va ser nomenat redactor en cap de "El Noticiero Universal". A la mort d'aquest, quan comptava solament dotze anys, va haver de començar a treballar i ho feu en un laboratori fotogràfic a la Ronda Universitat on va conèixer a l'avi Pérez de Rozas que seria el seu primer mestre i qui l'estimulà a fer fotografies.
Com a resultat d'aquest estímul va començar a fer encàrrecs per a la casa on treballava, el primer dels quals fou un reportatge de casament. L'any 1942 és requerit pel setmanari "Destino" per a realitzar les fotografies de la portada de les entrevistes de Del Arco, i vers 1950 comença les col·laboracions esporàdiques al "Diari de Barcelona" on tindria com a primer director a Enrique del Castillo. Durant aquesta etapa, que durà uns tres anys reflecteix diàriament l'actualitat ciutadana mitjançant les portades del diari i cobrint informacions com l'arribada del Semíramis -amb els membres de la Divisió Azul que restaven presoners de guerra -, el Congrés Eucarístic de Barcelona i l'arribada d'Eisenhower a Madrid, que l'obriren les portes a altres publicacions.
L'any 1954 ingressà a la "Escuela Oficial de Periodismo" aprovant el curs amb excel·lents qualificacions, cosa que li va permetre entrar a la plantilla del "Diari de Barcelona" com a redactor on va fer pràcticament tota la seva carrera fotoperiodística tot i col·laborà a "Vida Deportiva" i la revista "Barça". Vers 1959 creà un equip de filmació amb Carlos Pérez de Rozas i Ramon Dimas que servia notícies esportives a Televisió Espanyola i posteriorment va ingressar a la plantilla de televisió com a filmador sent nomenat l'any 1981 director de TVE a Catalunya posteriorment conseller de la Corporació Catalana de Ràdio i Televisió. Juan Antonio Sáenz Guerrero morí a Barcelona el 12 de juliol de 2000.

## Fons personal
El seu fons personal es conserva a l'Arxiu Nacional de Catalunya. El fons fotogràfic de Juan Antonio Sáenz Guerrero està compost per tot el material produït per l'autor durant els quasi vint anys que treballà com a fotoperiodiste. Temàticament el material presenta quatre sèries ben definides que corresponen a quatre aspectes informatius: esports, societat, política i vida ciutadana.